# Nesokatoikos discoidalis
Nesokatoikos discoidalis är en insektsart som först beskrevs av Walker, F. 1870.  Nesokatoikos discoidalis ingår i släktet Nesokatoikos och familjen vårtbitare. Inga underarter finns listade i Catalogue of Life.